# Porto Ravenna Volley
L'A.S.D. Porto Ravenna Volley è stata una storica società pallavolistica di Ravenna. Fondata da un gruppo di imprenditori e appassionati ispirati da Giuseppe Brusi (1942-2024), approdò in A1 alla fine degli anni ottanta, continuando una tradizione che fa della città una delle "culle" della pallavolo italiana.

## Storia

### La tradizione e il periodo d'oro

Il palleggiatore e capitano Fabio Vullo, tra i maggiori protagonisti negli anni d'oro del Messaggero Ravenna, festeggia lo scudetto 1990-91.

Il Porto Ravenna raccolse l'eredità delle squadre ravennati di pallavolo che l'avevano preceduto. La principale squadra cittadina nel secondo dopoguerra fu la Robur Ravenna, che vinse cinque scudetti. Negli anni 60 nacque, per iniziativa dei Vigili del Fuoco, la Casadio Ravenna, che militò in A1 fino al 1982-83 e in A2 fino alla stagione 1986-87. Inoltre nella stagione 1969-70 un'altra squadra, la Portuali Ravenna, disputò il suo primo e unico campionato di massima divisione.
Nel 1987 Giuseppe Brusi, agente marittimo al porto ravennate con la passione dello sport e già protagonista con le ragazze dell'Olimpia Ravenna di una stagione piena di successi (sette scudetti consecutivi), decise di intraprendere un percorso analogo in campo maschile: formò una cordata di imprenditori locali, che riunì nell'Associazione Sportiva Pallavolo Ravenna, poi rilevò il titolo sportivo di Serie A2 della Casadio e s'iscrisse al campionato con il nuovo nome di «Porto Ravenna Volley».
Nel 1989 entrò nel settore, con tutto il suo peso economico, il gruppo Ferruzzi guidato da Raul Gardini. La squadra assunse il nome sponsorizzato de Il Messaggero Volley (dal nome dello storico quotidiano romano, dal 1987 in mano ai Ferruzzi) e riuscì, di lì a breve, ad aprire un ciclo di successi. Il nuovo presidente Carlo Sama, principale collaboratore di Gardini, mise a disposizione di Brusi un budget di prim'ordine con il quale il dirigente riuscì ad assicurarsi due tra i migliori giocatori statunitensi dell'epoca, lo schiacciatore Karch Kiraly e l'opposto Steve Timmons, entrambi campioni olimpici a Los Angeles 1984 e a Seul 1988; inoltre dalle società concorrenti di Serie A1 furono prelevati il palleggiatore Fabio Vullo e i centrali Roberto Masciarelli e Andrea Gardini, tutti nel giro della nazionale italiana all'epoca ai vertici internazionali. Allenatore fu confermato Daniele Ricci, ravennate doc.
Nella stagione 1990-91, con un sestetto-base formato da Vullo, Timmons, Kiraly, Stefano Margutti, Gardini e Masciarelli, la squadra vinse, esprimendo un alto livello qualitativo di gioco, campionato e Coppa Italia. Negli anni seguenti il Porto Ravenna conquistò tre Coppe dei Campioni consecutive (1992 e 1993 ad Atene e 1994 a Bruxelles), due Supercoppe europee consecutive (1992 e 1993) e il Campionato mondiale per club (1991).
Tra i giocatori che vestirono poi la maglia bianco-giallo-rossa della società vanno annoverati i brasiliani Renan Dal Zotto e Giovane Gávio, il russo Fomin, e gli italiani Vigor Bovolenta, Giovanni Errichiello e Andrea Sartoretti.

### Il settore giovanile e l'ultimo scudetto della pallavolo ravennate
Il Porto Ravenna vanta anche successi in campo giovanile. Guidata dall'esperto Alexander Skiba (campione del mondo 1974 e campione olimpico 1976 con la nazionale polacca), dal 1990 al 2000 vinse quattro volte la Junior League, tre scudetti under 18, due scudetti under 16, uno scudetto under 14 e una Boy League. L'attività giovanile portò alla formazione di giocatori che vestirono la maglia della nazionale maggiore e che poi calcarono i campi della massima serie. Il titolo italiano under 16 conquistato il 4 giugno 2000, con vittoria in finale contro i pari età del Treviso, rimane a tutt'oggi l'ultimo scudetto della pallavolo ravennate.

### La crisi economica
Con la crisi finanziaria del gruppo Ferruzzi e il conseguente suicidio di Raul Gardini nel luglio 1993, la società sportiva perse gradualmente i sussidi necessari e andò incontro a una fase di declino economico-sportivo; proseguì la sua attività riassumendo il nome Porto Ravenna Volley, vincendo ancora una Coppa dei Campioni (1994) e una Coppa CEV (1997), abbinata a diversi sponsor che le permisero di continuare l'attività in Serie A1 fino al 2000. In quell'anno, per i sempre più impellenti problemi finanziari, i diritti per la partecipazione al massimo campionato furono ceduti al Mezzolombardo. La società tornò in mano a Vanni Monari (1939-2022), già dirigente della Casadio negli anni 80, che ripartì dal campionato di Serie B1.

### Gli ultimi anni
L'attività del Porto Ravenna continuò a livello giovanile e, con la presidenza Monari, tra il 2009 e il 2011 ci fu anche il ritorno in un campionato nazionale, con una doppia promozione dalla Serie C alla B1. Nella stagione 2012-13 il Porto Ravenna, allenato da Marco Bonitta, raggiunse al termine dei play-off la promozione in Serie A2. Al termine della stagione la società si fuse con la Robur Angelo Costa, andando a creare il Porto Robur Costa.

## Colori e simboli
- 1987-88: Moka Rica
- 1988-89: Conad
- 1989-90: Conad
- 1990-91: Il Messaggero
- 1991-92: Il Messaggero
- 1992-93: Il Messaggero
- 1993-94: Porto
- 1994-95: Edilcuoghi
- 1995-96: Edilcuoghi
- 1996-97: Area
- 1997-98: Mirabilandia Area
- 1998-99: Valleverde Mirabilandia
- 1999-2000: Valleverde
- 2008-09: Donati Trasporti Porto
- 2009-10: Donati Trasporti Porto
- 2010-11: Donati Trasporti Porto
- 2011-12: Porto Donati CMC
- 2012-13: Porto Donati CMC

## Palmarès

La squadra posa nel 1993 con il trofeo della Supercoppa europea

### Competizioni nazionali
- Campionato italiano: 1

1990-91
- Coppa Italia: 1

1990-91

### Competizioni internazionali
- Campionato mondiale per club: 1

1991
- Champions League: 3

1991-92, 1992-93, 1993-94
- Supercoppa europea: 2

1992, 1993
- Coppa CEV: 1

1996-97